# José Palanco Romero
José Palanco Romero (Talavera de la Reina, Toledo, 7 de noviembre de 1887 - Granada, 16 de agosto de 1936) fue un político, historiador y catedrático español de la Universidad de Granada. Durante la Segunda República fue alcalde de Granada y diputado en el Congreso. Tras el comienzo de la guerra civil, fue detenido y fusilado por los sublevados.

## Biografía
Nació el 7 de noviembre de 1887 en la localidad toledana de Talavera de la Reina, en el seno de una familia acomodada; su padre era farmacéutico, además de propietario agrario, como su madre. Cursó el bachillerato como alumno libre en el Instituto de Toledo, graduándose en 1902, con premio extraordinario. La familia se trasladó a Madrid, donde estudió Derecho y Filosofía y Letras en la Universidad Central; se licenció en ambas carreras antes de cumplir los veinte años, también con premio extraordinario. En 1908 se doctoró en Historia, presentando con una tesis dirigida por el catedrático Ortega y Rubio. En febrero de 1911 ganó por oposición la cátedra de Historia de España en la Universidad de Granada; fue uno de los catedráticos universitarios más jóvenes de España.
Establecido en Granada, inició su vida política en el ámbito del denominado catolicismo social. Se inscribió en Acción Social Católica y desarrolló una actividad incansable, con charlas y conferencias en el Círculo de Obreros Católicos. Militó en el carlismo, llegando a desempeñar el cargo de jefe provincial de la Comunión Tradicionalista en Granada en la década de 1910. Durante su mandato, inauguró el Requeté granadino. También se implicó en la organización de los Exploradores de España, «rama del escultismo católico» cuyo principal impulsor fue su amigo el canónigo Luis López-Dóriga (con una evolución ideológica tan parecida a la suya), de la que Palanco llegaría a ser vicepresidente provincial en 1921.
En enero de 1917 se casó con Lola Burgos Martell, joven que pertenecía a «lo más sobresaliente de la sociedad granadina», según Gómez Oliver; su padre era un gran propietario de tierras, minas y negocios azucareros, además de conspicuo personaje del Partido Conservador.
En la Universidad de Granada ocupó importantes cargos: fue Vicerrector (1922-1924) y, más adelante, Decano de la Facultad de Filosofía y Letras (1930-1934). Pronunció la lección inaugural del curso 1931-1932 bajo el título «Descubridores y conquistadores de Indias». Fue colaborador asiduo de la Revista del Centro de Estudios Históricos de Granada y su Reino.
A medida que avanzaba la década de los veinte, se fue distanciando del catolicismo social. En 1925 participó en la fundación del Ateneo Científico, Literario y Artístico y fue elegido presidente el año siguiente. En 1927 ingresó en la logia masónica «Alhambra n.º 39» de Granada, con el grado tercero, donde adoptó el nombre simbólico de «Picornell».
Fue en esta época cuando se acercó a Acción Republicana de Manuel Azaña, de quien llegó a convertirse en uno de sus hombres de confianza. En las elecciones municipales del 12 de abril de 1931 fue elegido concejal del Ayuntamiento de Granada de la Coalición Republicano-socialista, elecciones que también provocaron a la proclamación de la Segunda República. También salió elegido diputado en las elecciones a Cortes Constituyentes del 28 de junio de ese año, participando activamente en los debates sobre la reforma agraria. Tras la dimisión de Jesús Yoldi, el 30 de septiembre de 1932 accedió a la alcaldía de Granada, cargo que mantuvo hasta marzo de 1933. Durante su corto mandato municipal intentó llevar a cargo algunos proyectos de reforma. Tras integrarse en el partido Izquierda Republicana (IR), en las elecciones generales de febrero de 1936 salió elegido diputado de la circunscripción de Granada. Sin embargo, la Comisión de Actas anuló las votaciones en Granada por supuesto fraude y éstas se repitieron el 3 de mayo, volviendo a salir elegido diputado con 206.646 votos.
Tras el triunfo en Granada del golpe de Estado que dio lugar a la Guerra Civil, Palanco fue rápidamente detenido por las nuevas autoridades sublevadas e incluso maltratado delante de sus familiares. En la madrugada del 16 de agosto fue fusilado en las tapias del Cementerio de San José.

## Obras
- Notas para un estudio de la Junta Suprema Central Gubernativa. Tesis doctoral, 1908.
- Estudios del reinado de Enrique IV, Granada, Imprenta de El Defensor, 1914.
- Abén Humeya en la Historia y en la Leyenda, Granada, Tipografía Guevara, 1915.
- Elementos de Historia de España, Madrid, Imprenta Clásica Española, 1914-1915.
- Relaciones del Siglo XVII, Granada, Tipografía López Guevara, 1926.
- Historia de España, Granada, Tipografía López Guevara, 1926-1928 (4 vols.)
- Historia de la Civilización Española y sus relaciones con la Universal, Granada, Paulino Ventura Traveset, 1927.

## Fondo José Palanco
El archivo de la Universidad de Granada dispone de un fondo formado por documentos, cartas, fotografías y otros documentos que pertenecieron al catedrático de Historia y que fueron cedidos a la universidad por su familia.